# Хаон (горы)
Хаон (греч. Μεγαβούνι ή Πυργιόσα ή Πυργιώσα ή Χάον) — низкие горы в Греции, в Арголиде, к юго-западу от города Аргос, на территории общины Аргос-Микене. Высочайшая вершина Мегавуни (Μεγαβούνι) высотой 700 метров над уровнем моря. 
У подошвы горы в древности росли плодовые деревья. Часть восточного отрога  Ликона (Λυκώνη) в древности была покрыта кипарисовым лесом, как сообщает Павсаний. На горе был храм Артемиды Ортии («Восходящей» или Прямостоящей) и статуи Аполлона, Лето и Артемиды из белого мрамора. Ещё один храм Артемиды был у спуска с горы. 
На склонах Хаона берёт начало река Эрасинос (Эрасин). В древности считалось, что она вытекает из озера Стимфалия и течёт под землёй. Там, где вытекает река, приносились жертвы Пану и Дионису. Справлялся вакхический праздник Тирба, сопровождавшийся пляской и пением дифирамбов.